# 日本中小企業福祉事業財団
公益財団法人日本中小企業福祉事業財団（にほんちゅうしょうきぎょうふくしじぎょうざいだん、略称・日本フルハップ）は、大阪府に本部をおく、中小企業の健全な発展と福祉の増進に寄与するために設立された、中小事業主が行う事業に従事する者等の労働災害等に係る共済事業に関する法律（令和３年法律第80号）に基づき厚生労働大臣の認可を受けた共済団体である。
近畿以西（沖縄県を除く）の地域において、中小企業の経営者等を対象に、災害補償事業（ケガの補償）、災害防止事業、福利厚生事業等を行っている。会費は加入者1名あたり月々1,500円で職種・年齢に係わらず一律である。なお、会費の口座振替は信用金庫が取扱っている。

## 沿革
- 1988年 財団法人近畿中小企業経営者災害補償事業団（略称・近畿KSD）設立。近畿2府4県を事業地域とする。
- 1995年 四国地方、中国地方で事業を開始。
- 1998年 財団法人日本中小企業福祉事業財団に名称変更。略称も日本フルハップとなる。事業地域制限を撤廃。九州で事業を開始。
- 2013年 公益財団法人化。 厚生労働省認可特定保険業。
- 2023年10月1日 災害補償事業について、従来の認可特定保険業者から、「中小事業主が行う事業に従事する者等の労働災害等に係る共済事業に関する法律（令和３年法律第80号）第３条の認可」を受けた共済団体に移行。出典１，２

## 略称
略称の「フルハップ」とは、英語の「FULL（いっぱいの、満ちた）」と「HAPPY（幸せな）」を結びつけた造語で、会員が「幸せいっぱいであること」を祈念してネーミングされている。

## CM
1990年より広報活動を開始しており、TVCMでは作業着を着た社長に扮した財津一郎と三島ゆり子が出演するCMで有名である。キャッチコピーは「街の社長さんを応援します。」「月々1,500円の会費で最高1,000万円まで補償！」。
2013年4月からは同CMをハイビジョン化に伴い、國村隼出演のケガの補償篇、田中要次出演の助成篇、駿河太郎出演の福祉厚生篇などに刷新している。
2017年からはオール阪神・巨人に刷新。